# Anjomã (Afeganistão)
Anjomã (Anjoman) ou Anjumã (Anjuman) é uma vila do Afeganistão, localizada na província de Badaquexão. Encontra-se dentro do vale de Anjomã, a cerca de 29 quilômetros da foz do vale. Por volta da virada do século XXI, possuía 90 residências ocupadas, principalmente de tajiques. O pastoreio na área era bom, e os habitantes eram muito pacíficos e relativamente mal armados.